# Turbinicarpus viereckii
Turbinicarpus viereckii är en kaktusväxtart som först beskrevs av Erich Werdermann, och fick sitt nu gällande namn av V. John och Ríha. Turbinicarpus viereckii ingår i släktet Turbinicarpus och familjen kaktusväxter. Inga underarter finns listade i Catalogue of Life.

## Bildgalleri

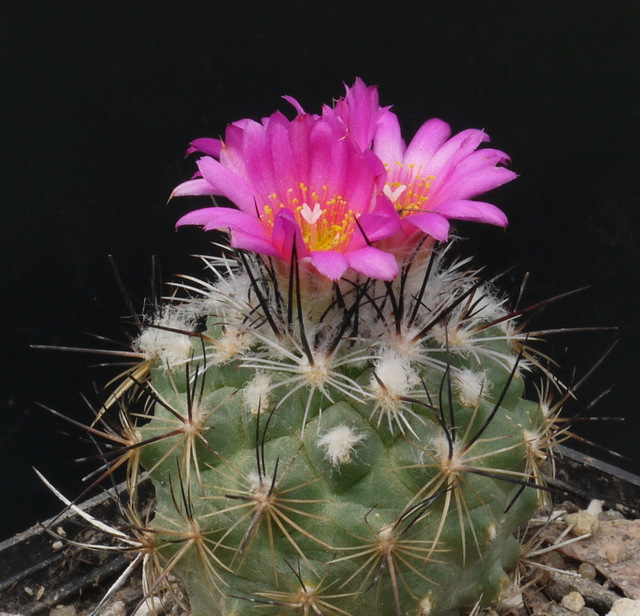
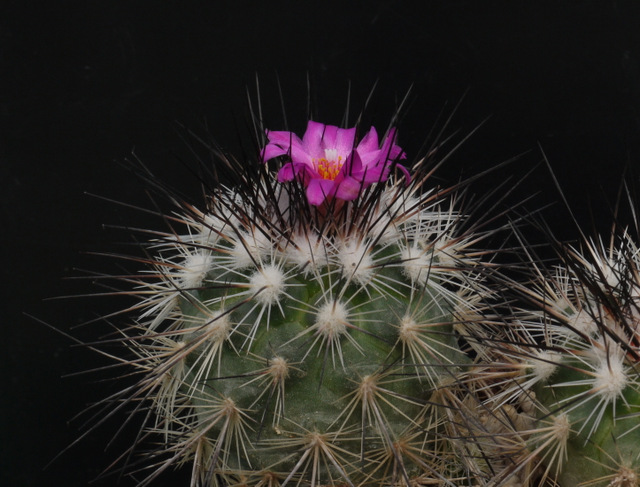
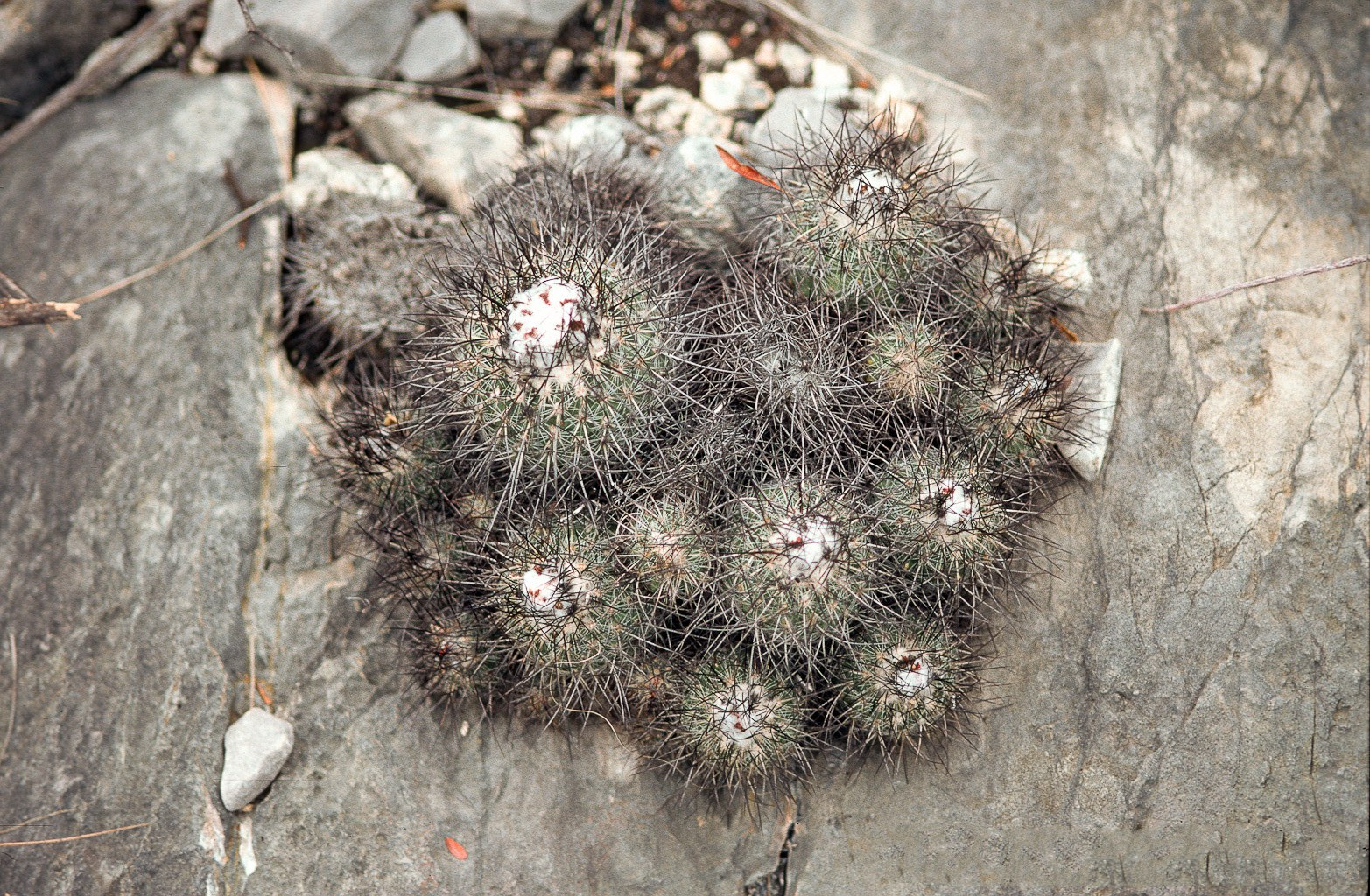